# Andreas Sprenger (Politiker)
Andreas Sprenger (* 11. April 1899 in Feldkirch-Tisis; † 6. September 1968 in Bludenz) war ein österreichischer Politiker (CS, ÖVP) und Direktor der Vorarlberger Konsumgenossenschaft. Sprenger war im Jahr 1945 für die ÖVP Mitglied des Vorarlberger Landesausschußes und von 1945 bis 1954 Landesrat in der Vorarlberger Landesregierung.

## Leben und Wirken
Andreas Sprenger wurde am 11. April 1899 mit Liechtensteinischer Staatsbürgerschaft als Sohn des Staatsbahnrevisionsschlossers Andreas Sprenger und dessen Ehefrau Berta im österreichischen Grenzort Tisis geboren. In den Jahren von 1905 bis 1912 besuchte Sprenger zunächst die Volksschule in Tisis, anschließend ein Jahr die Volksschule in Feldkirch und die Bürgerschule im katholischen Lehrerseminar in Feldkirch. Nachdem er die Handelsschule ebenfalls am katholischen Lehrerseminar absolviert hatte, versuchte Andreas Sprenger in den Orden der Schulbrüder einzutreten, was ihm aber nicht gelang. Daraufhin begann er 1915 im Gemischtwarenladen J. L. Fritz in Dalaas zu arbeiten, wechselte jedoch schon 1917 als Leiter des städtischen Versorgungswesens nach Bludenz. Von 1921 bis 1938 war er mit der Leitung des Konsumvereins Bludenz betreut, anschließend wurde er 2 Jahre lang Inspektor des Bezirkslagers der Konsumvereine der Region Walgau-Montafon. Am 2. Oktober 1922 heiratete er Anna Muther, mit der er in der Folge vier Kinder hatte. Ebenfalls in den 20er-Jahren erwarb Andreas Sprenger auch seine Österreichisch-Liechtensteinische Doppelstaatsbürgerschaft (1929). Bereits seit 1922 war Sprenger Mitglied der Christlichsozialen Partei, wobei zwei gegen ihn eingeleitete Parteiausschlussverfahren in den Jahren 1926 und 1929 mit dem Vorwurf er sei „radikal sozial“ von Otto Ender persönlich verhindert wurden. Von 1934 bis 1938 war Andreas Sprenger für die Christlichsozialen Arbeitnehmer Kammerrat in der Vorarlberger Kammer für Arbeiter und Angestellte, dabei ab 1935 als Kammer-Vizepräsident.
Im Jahr 1938 wurde er nach dem Anschluss Österreichs an das Deutsche Reich und der damit verbundenen Machtergreifung der Nationalsozialisten kurzfristig Inhaftiert. Während des Zweiten Weltkriegs wurde Sprenger von August 1944 bis zum Kriegsende 1945 zum Kriegsdienst herangezogen. Nach der Befreiung Österreichs durch die Alliierten folgte Andreas Sprengers beruflicher und politischer Aufstieg. Zunächst wurde Sprenger am 25. April 1945 Direktor und Obmann der Vorarlberger Konsumgenossenschaft, was er bis zu seiner Pensionierung 1966 blieb. Im Juli 1945 war er Mitglied der provisorischen Stadtvertretung der Stadt Bludenz, wo er im Dezember 1945 als provisorischer Stadtrat für Finanzen und Kultur sowie Ortsschulaufseher bestellt wurde. Am 19. Oktober 1945 wurde Andreas Sprenger als Vertreter der ÖVP von Ulrich Ilg in den provisorisch eingerichteten Vorarlberger Landesausschuß berufen, wo er als Mitglied ohne Geschäftsbereich fungierte. Auch nach den Landtagswahlen 1945 und 1949 war Andreas Sprenger als Landesrat in der Vorarlberger Landesregierung vertreten, zunächst von 1945 bis 1949 ohne Geschäftsbereich und von 1949 bis 1954 mit den Ressorts Schule, Kultus und Kultur. Vom 11. Dezember 1945 bis zum 28. Oktober 1954 war Sprenger zudem Abgeordneter des Wahlbezirks Bludenz zum Vorarlberger Landtag für die ÖVP.